# Мартини (вермут)
Марти́ни (итал. MARTINI) — марка производимых в Италии вермутов и игристых вин, названная по имени винокуренного завода Martini & Rossi в Турине, основанного Алессандро Мартини и Луиджи Росси. В настоящее время бренд Martini принадлежит компании Bacardi Limited.
Вермуты MARTINI содержат 14,9—18 % об. и употребляются с тоником или в составе аперитивных коктейлей.

## Продукция MARTINI
- Вермуты:
  - Bianco (белый) — созданный в 1910 году вермут соломенного цвета, который легко узнать по мягким нотам ванили.
  - D’Oro (золотой) — создан в 1998 году для северной Европы – Дании, Швейцарии и Германии. В основу заложены белое вино, а также цитрусовые, мускатный орех, ваниль, мед и кориандр. Напиток с фруктовыми оттенками, как витамин, призван восполнить нехватку солнечного света[источник не указан 805 дней]. Крепость — 9 градусов.
  - Extra Dry (сухой) — представлен 1 января 1900 года. Сочетает в себе редкие экстракты древесных пород, трав, малины и цитрусовых. Лёг в основу коктейля Dry Martini.
  - Fiero — создан в 1998 году для жителей Бельгии, Нидерландов и Люксембурга. От прочих напитков отличается насыщенным цитрусовым ароматом, с доминирующим запахом красных апельсинов. Во вкусе ощущается мед и ваниль. Крепость — 15 градусов.
  - Gold (Dolce & Gabbana) —  разработан дизайнерами Dolce & Gabbana в 2010 году. В составе калабрийский шафран, испанский бергамот, индонезийский перец кубеба, индийский имбирь и эфиопская мирра. Считается напитком all day drinks или используется в качестве аперитива. Крепость — 18 градусов.
  - Riserva Speciale — линейка включает в себя два напитка: Ambrato и Rubino. Сладкие, с легкой горчинкой вермуты созданы на основе итальянских вин. Крепость каждого — 18 градусов.
    - Riserva Ambrato — премиальный белый вермут, воссозданный по технологиям XIX века, обладающий лёгкими сладковатыми цитрусовыми нотами. При изготовлении используется Nebbiolo. В аромате присутствуют яркие ноты пряностей и горькой полыни.
    - Riserva Rubino — премиальный красный вермут, воссозданный по технологиям XIX века, с насыщенным ароматом трав и специй и терпким, ярким вкусом. При изготовлении используется Moscato d'Asti. Отличается сложным ягодным вкусом с мягкими танинами, здесь переплетены земляника, малина и черная смородина.

  - Rosato (розовый) — пряный вермут на основе красного и белого вин с присущими глубокими нотами гвоздики, мускатного ореха и корицы.
  - Rosso (красный) — первый вермут MARTINI, созданный Луиджи Росси в 1863 году на основе тщательно подобранных местных трав и натуральной карамели.
  - Royale — линейка полусладких легких вермутов, выпущенных к 150-летию бренда Martini. представляют собой готовые коктейли, в основе которых классические Bianco и Rosato с нотами ванили, душистых трав и пряностей. Рекомендуется подавать сильно охлажденными. Крепость — 8 градусов.
- Игристые вина:
  - Asti — первое игристое вино MARTINI, созданное Луиджи Росси в 1863 году. В его основе лежит виноград «мускат белый», выращенный в регионе Асти в Пьемонте. Благодаря лёгкому брожению этот сорт приобретает сладковатый привкус персика и бузины.
  - Brut — классическое игристое вино на основе сортов «глера» и «шардоне». Во вкусе преобладают сухие ноты персика.
  - Prosecco — игристое вино, изготовленное из винограда «глера», растущего в регионе Просекко[англ.]. Виноград «глера» сочетает в себе ароматы фруктов и тмина.
  - Rosé — розовое полусухое игристое вино из красных и белых сортов винограда провинций Венето и Пьемонт. Сочетание дикой клубники и малины гармонично дополняют цветочные оттенки вкуса.
- Ликёры:
  - Spirito — горько-сладкий ликер из трав, на основе виноградного спирта. Имеет горьковатый вкус с нотами чая и сложный аромат с эвкалиптом, индийскими пряностями и ванилью. Презентован в 2012 году, первой страной продаж стала Россия. Крепость — 33 градуса.
- Настойки:
  - Bitter — в основе напитка не вино, а спирт. В рецепт входит более 30 разных трав, фруктов и цветов. В аромате и вкусе слышатся фруктовые и пряные ноты, послевкусие — горьковатое. Крепость — 25 градусов.

## В поп-культуре
Мартини упоминается в песне Би-2 feat. Сплин — «Феллини» (2001), в песне «Цвет настроения синий» Филиппа Киркорова, в песне T-killah «Гречка мартини», в песне «Моя хулиганка» XOLIDAYBOY, в песне  «Карантин» группы «Трансильвания», в песне Людмилы Соколовой «Еще один мартини».